# شهر امامزاده عبدالله (آمل)
امام زاده عبدالله آمل شهری از توابع بخش امامزاده عبدالله شهرستان آمل در استان مازندران ایران است. مردم امام زاده عبدالله آمل از قومیت طبری هستند و به زبان مازندرانی سخن می‌گویند. شهر امام زاده عبدالله با مرکزیت اسکومحله در سال ۱۳۹۰ تاسیس شد. این شهر در جنوب غربی شهر امل و به فاصله ی دوازده کیلمتری آن واقع شده است. نام این شهر برگرفته از نام امامزاده عبدالله است که آرامگاه وی در مرکز شهر قرار دارد.

## جمعیت
بر اساس سرشماری سال ۱۳۹۵ جمعیت این شهر برابر با ۵،۷۶۸ نفر جمعیت بوده است. مردم این شهر به زبان مازندرانی گویش می کنند.

## طوایف
اسکومحله محل سکونت طایفه اسکی یکی از طوایف قوم طبری میباشد. ثعالبی نخستین بار در قرن چهارم از طایفه اسکی به عنوان طایفه‌ای لاریجانی سخن به میان آورده است و از شخصی به نام ابوبکر الاسکی لارجانی یاد کرده است. به گزارش قاضی نورالله شوشتری در کتاب مجالس‌المؤمنین مردم آمل را طبری می‌گویند و نسبت ایشان به غیر از طبری اندک است.

## تاریخچه

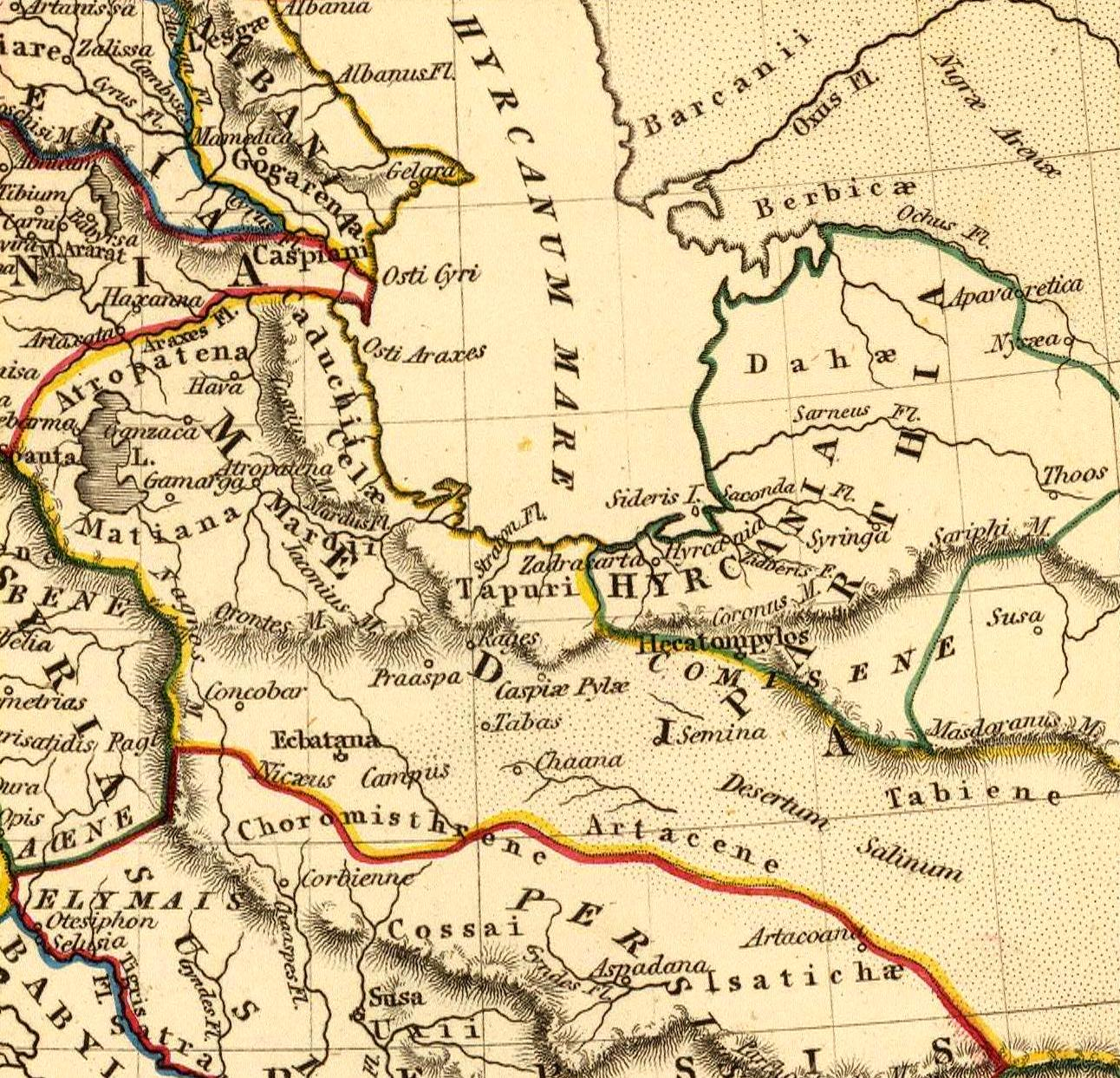
موقعیت تپورها در قرن دوم قبل از میلاد، از شرق سپیدرود تا اسرم هیرکانیا

استان مازندران پیش از اسلام تپورستان (به پهلوی: ) نامیده می‌شد که برگرفته از نام قوم تپوری (به یونانی: Τάπυροι) می‌باشد که پس از اسلام قوم طبری نام گرفتند و سرزمینشان طبرستان نامیده شد.
به گفته واسیلی بارتلد تپوری‌ها در قسمت جنوب شرقی ولایت سکونت داشتند و در قید اطاعت هخامنشیان درآمده بودند و آماردها مغلوب اسکندر مقدونی و بعد مغلوب اشکانیان شدند و اشکانیان در قرن دوم ق. م. آنها را در حوالی ری سکونت دادند و اراضی سابق آماردها به تپوری‌ها اهدا شد و بطلمیوس در شرح دیلم یعنی قسمت شرقی گیلان در ساحل بحر خزر در آن زمان از تپوری‌ها نام می‌برد.به گفته یحیی ذکا در «کاروند کسروی» آورده‌است: آماردان یا ماردان، در زمان لشکر کشی اسکندر مقدونی به ایران، این تیره در مازندران نشیمن می‌داشتند و آن هنگام هنوز قبایل تپوران به آنجا نیامده بودند. به گفته مجتبی مینوی قوم آمارد و قوم تپوری در سرزمین مازندران می‌زیستند و تپوری‌ها در ناحیه کوهستانی مازندران و آماردها در ناحیه جلگه‌ای مازندران سکونت داشتند. در سال ۱۷۶ ق. م فرهاد اول اشکانی قوم آمارد را به ناحیه خوار کوچاند و تپوری‌ها تمام ناحیه مازندران را فرو گرفتند و تمام ولایت به اسم ایشان تپورستان نامیده شد. 
ویلیام اسمیت در فرهنگ لغت جغرافیای یونان و روم می‌نویسد : تپورها قومی بودند که محل سکونت آنها در دوره‌های مختلف تاریخ به نظر می‌رسد در امتداد فضای وسیعی از کشور از ارمنستان  به سمت شرق تا  آمودریا گسترش یافته بود. استرابون آنها را در کنار دروازه‌های کاسپین و ری، در پارت و بین دربیک و اسرم هیرکانی و همراه با آماردی‌ها و سایر مردم در امتداد سواحل جنوبی دریای مازندران قرار می‌دهد که آخرین دیدگاه یعنی سکونت در امتداد سواحل جنوبی دریای مازندران مطابق نظر کوینت کورس و دیونیسوس و پلینی هم می‌باشد. بطلمیوس در جایی آنها را در زمره اقوام سرزمین ماد به حساب می‌آورد و در جایی دیگر آنها را به مارگیانا نسبت می‌‌دهد. تپوری‌هایی که در پلینی و کوینت کورس به آنها اشاره می‌کند شکی در آن نیست که ناحیه کنونی طبرستان نام خود را از آنها گرفته است. آلیان توصیف عجیبی از تپوری‌هایی که در ماد زندگی می‌کردند ارائه می‌دهد.

## آیین
مهمترین آیینی که در روستاهای امامزاده عبدالله تا دهه ۱۳۶۰ برگزار میشد جسن مرغنه شکار بود. این جشن در تقارن زمان نامزدی عروس و داماد، مصادف با ایام عید نوروز، برگزار می‌شد. پس از دید و بازدیدهای مرسوم و معمولا در هفته‌ی دوم عید، خانواده داماد با مشورت خانواده‌ی عروس، روزی را برای اجرای این رسم انتخاب می‌کردند. خانواده عروس تعدادی تخم‌مرغ آب‌پز رنگ شده به دوستان و مهمانان داماد هدیه می‌داد. مهمانان با نوعی بازی به نام مرغنه جنگی روز را با خوشی و تفریح می‌گذراندند.

## جاذبه‌ها
- آلاش رود
- آبشار سنگ‌درکا
- پارک جنگلی هلومسر
- امامزاده عالی کیا سلطان
- امامزاده مظفر
- قدمگاه امامزاده عبدالله
- بازار امامزاده عبدالله
- تکیه سنگ درکا
- امامزاده داود